# 94-я кавалерийская дивизия
94-я кавалерийская дивизия (94 КД) — воинское соединение РККА во время Великой Отечественной войны.

## История
Дивизия сформирована из войск Уральского военного округа в августе 1941 года на станции Шолья Удмуртской АССР. Личный состав набирался из русских и удмуртов. С августа по ноябрь 1941 года находилась на формировании в Уральском военном округе. В январе 1942 года дивизия была передана 14-му кавалерийскому корпусу Архангельского военного округа. В феврале 1942 года была влита в состав 39-й армии, находившейся в резерве Ставки Верховного Главнокомандования. В апреле 1942 года включена в состав Калининского фронта, где в конце мая была расформирована.

## Командиры
- Иванов, Александр Константинович, полковник — с 25 августа 1941 года по 16 марта 1942 года.